# Bassin de dissipation

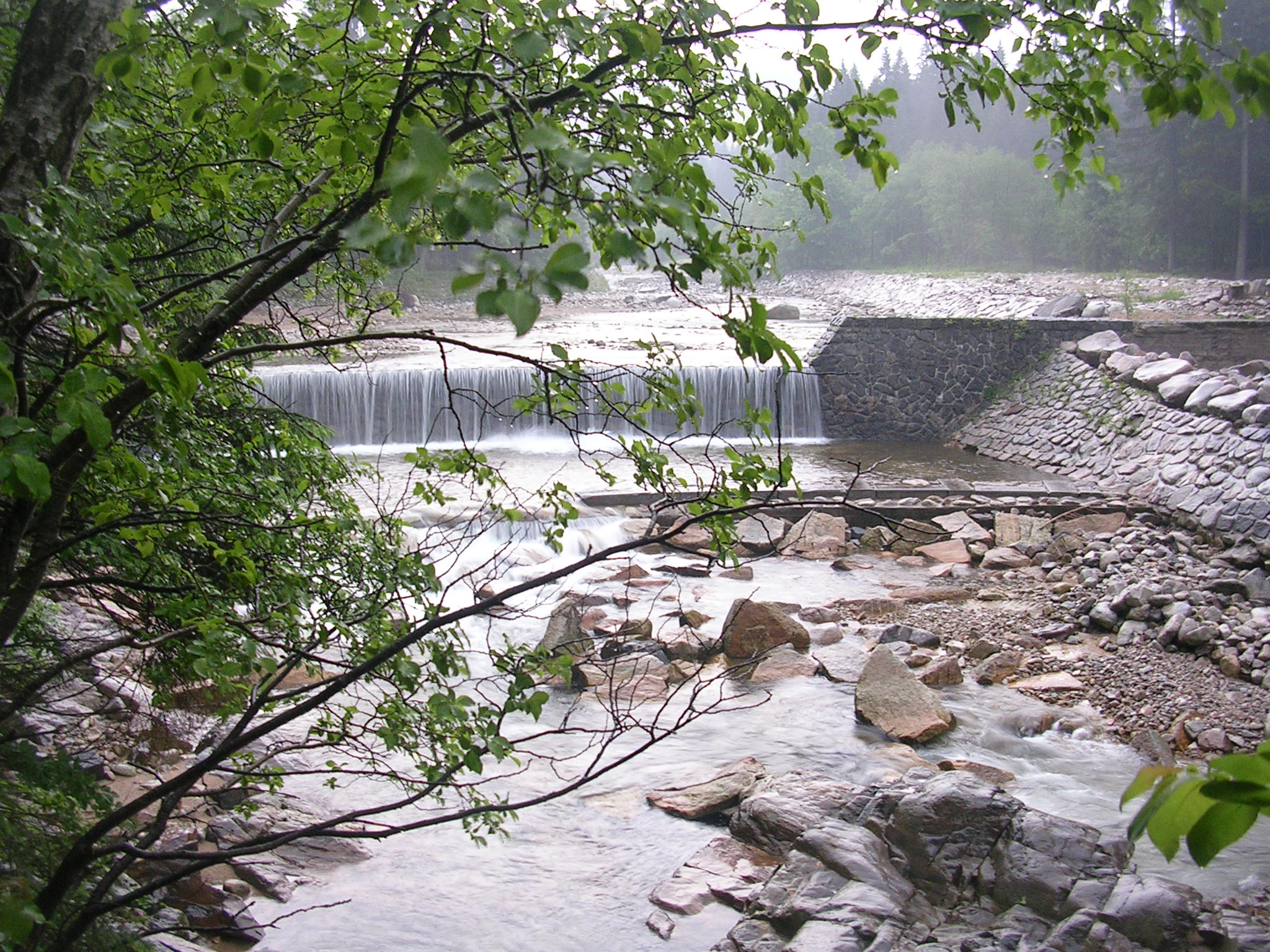
Un seuil et sa fosse de dissipation

Un bassin de dissipation, fosse de dissipation ou bassin d'amortissement est un ouvrage ou parfois une configuration naturelle où plonge une chute d'eau après un déversoir, un seuil, ou une chute à l'intérieur d'une canalisation. On parle également de bassin de tranquillisation.
Il est construit en vue de dissiper l'énergie de l'eau et d'éviter l'usure, l'érosion ou la destruction qu'elle pourrait provoquer à l'ouvrage ou à son environnement.

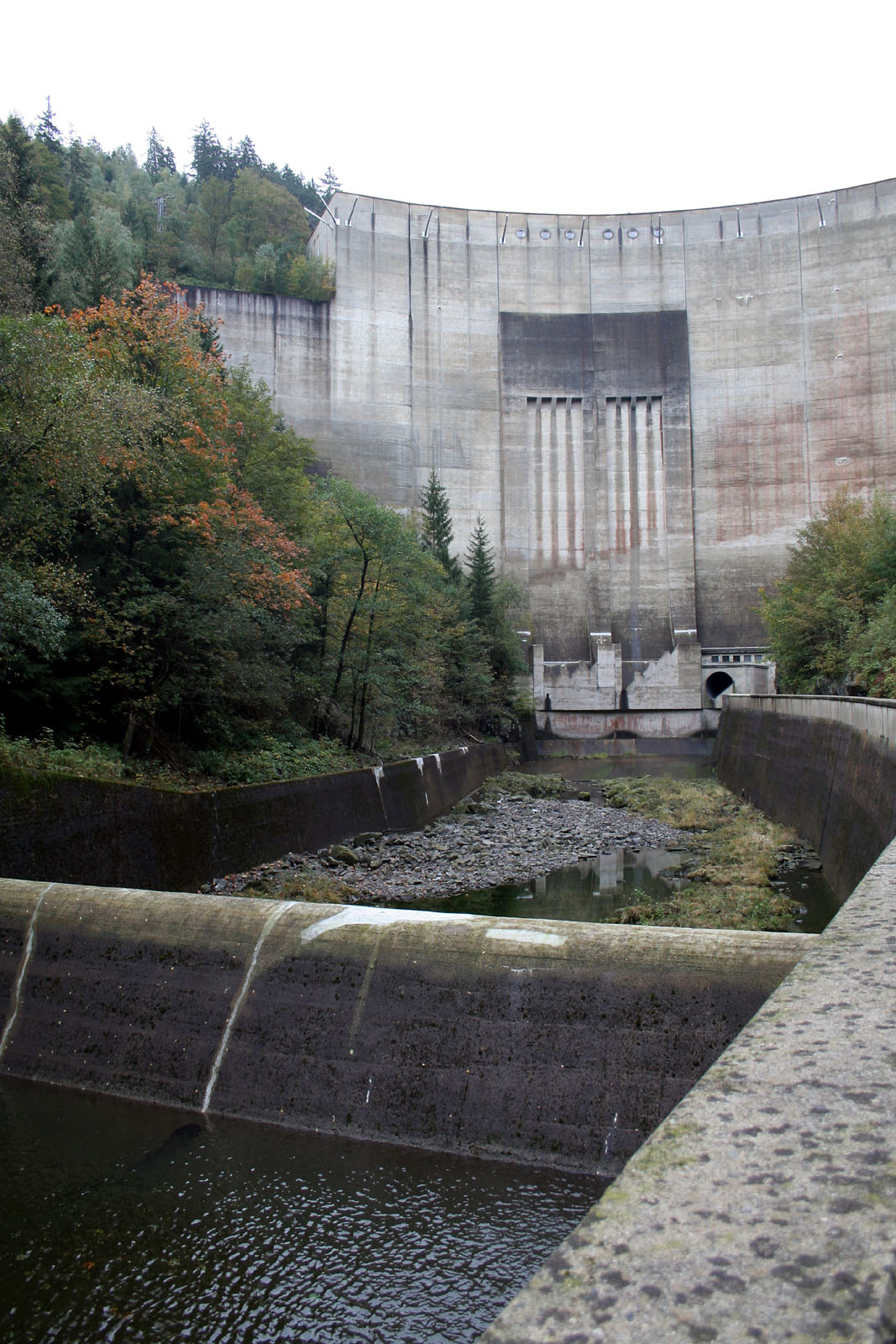
Bassin en aval du déversoir du barrage d'Okertal en Allemagne
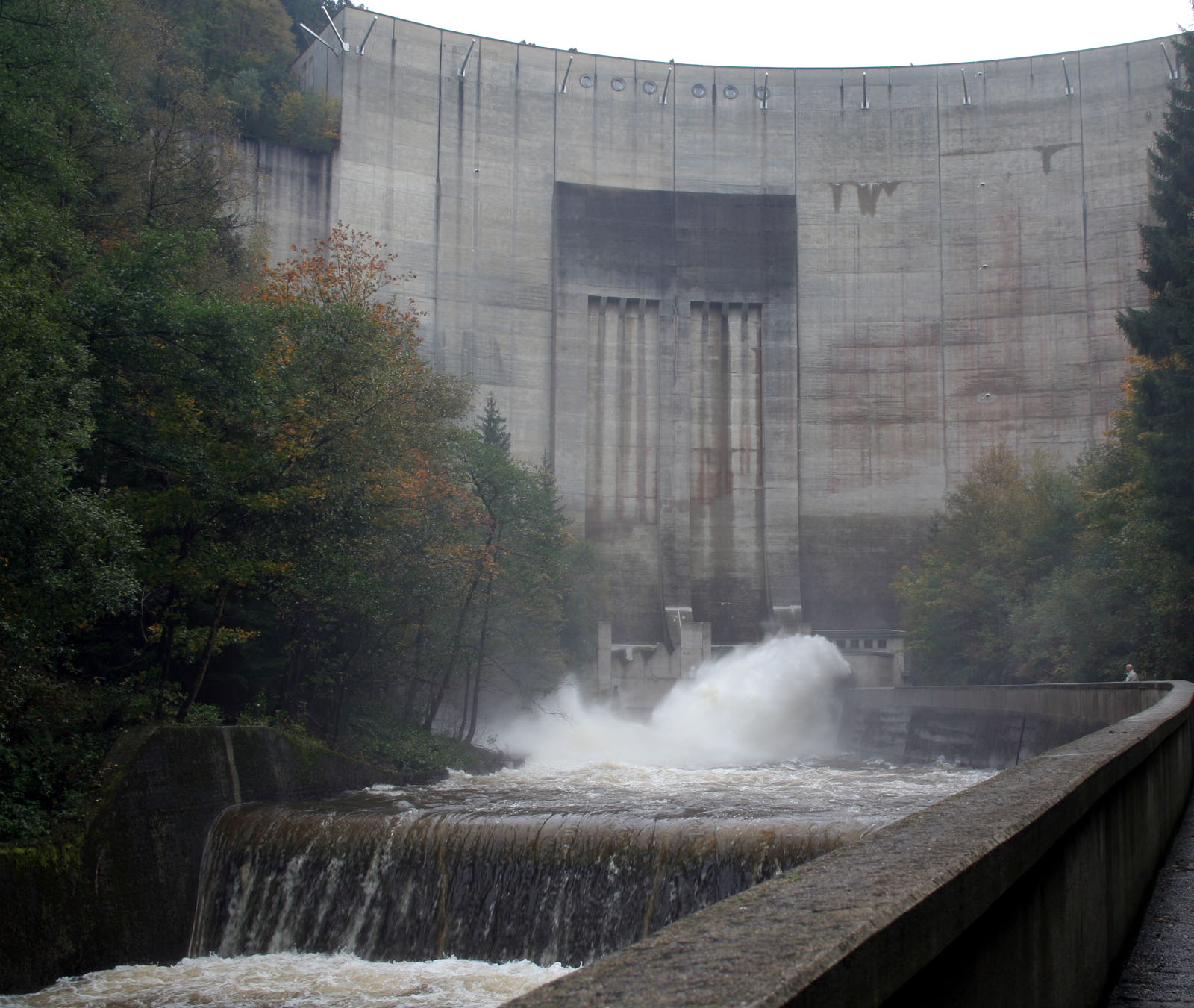
Le même bassin en service partiel (les déversoirs principaux de type saut à ski ne sont pas en service)
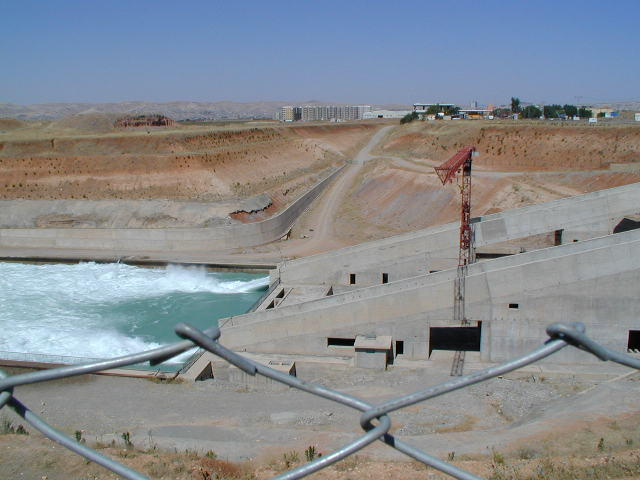
Bassin de dissipation d'un grand barrage en Turquie